# 空軍

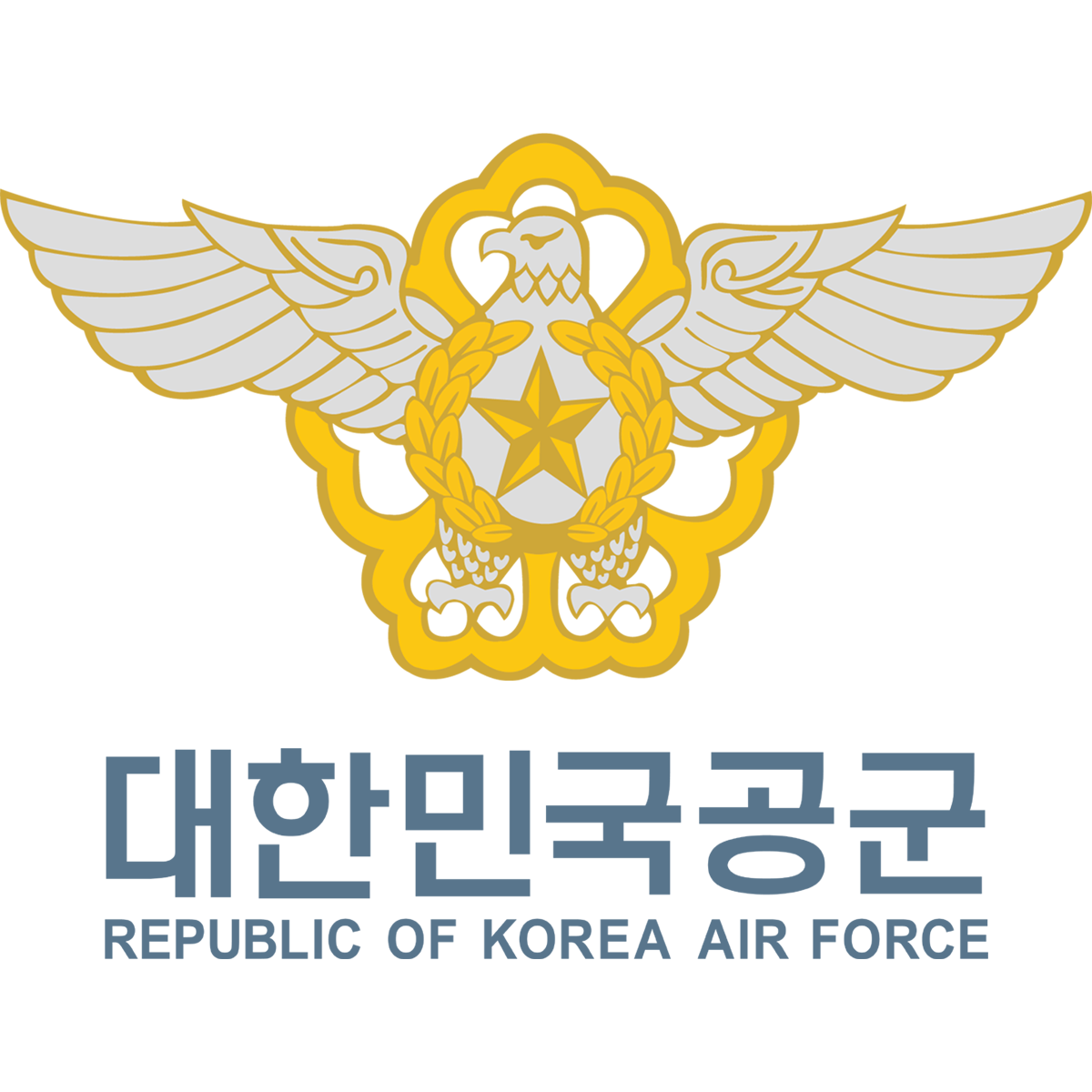
大韓民国空軍の紋章。鳥や翼は空軍の象徴として世界中で用いられる。

空軍（くうぐん、英: Air force）とは、航空機を主な装備とし航空作戦・航空戦を遂行する軍隊の一種。
航空機の発達によって第一次世界大戦に登場して各国軍部に高く評価され、第二次世界大戦以後は陸軍や海軍と並ぶ主要な軍種となっている。

## 概要

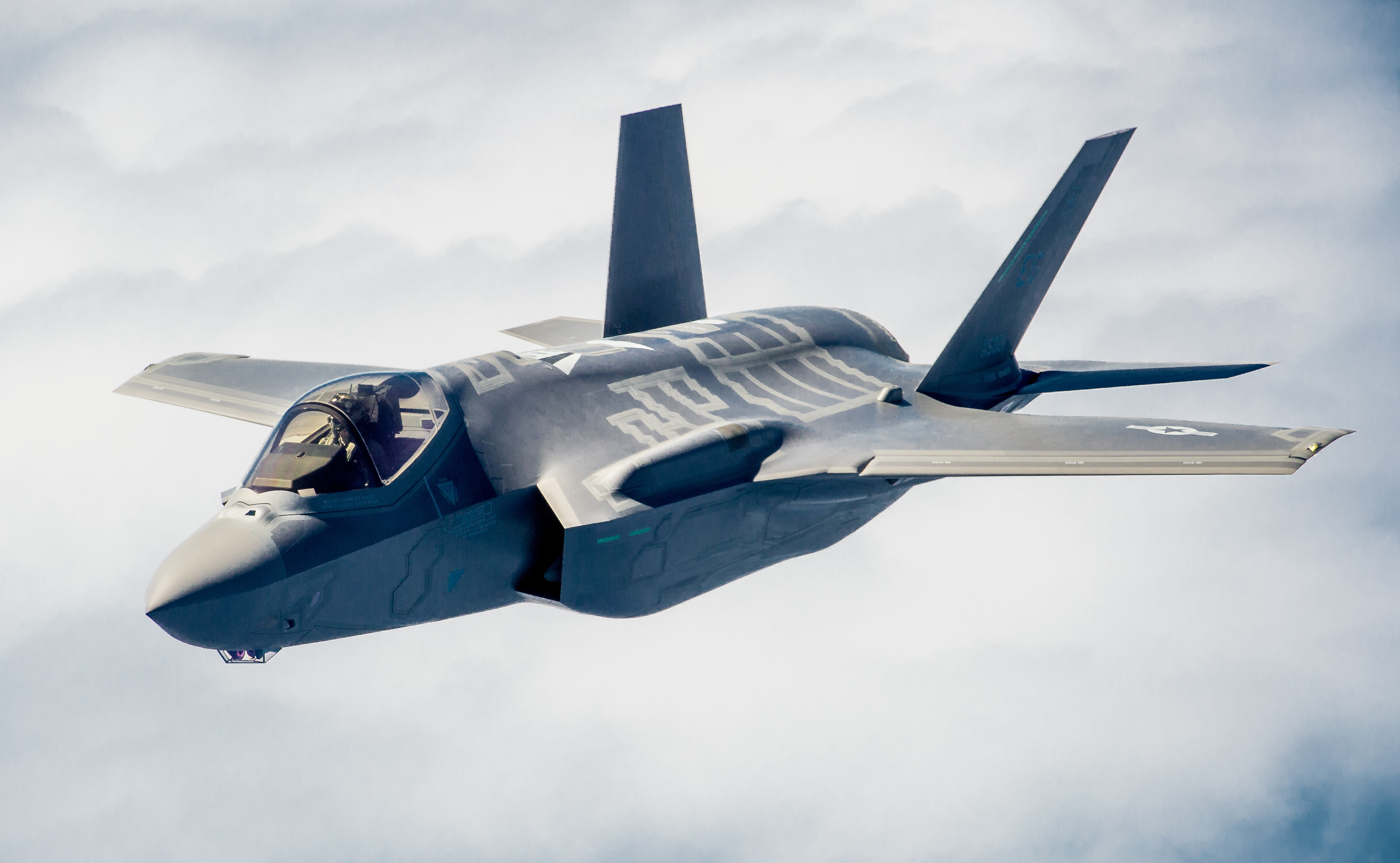
アメリカ空軍のF-35A戦闘機

空軍とは航空作戦の遂行を任務とする軍隊の一種である。ライト兄弟が飛行実験を成功させて以来、人間は航空機を使用して地表面を離れ、空中を機動する事が可能となった。航空との意義とは、陸地や海上の地理的な制約をほとんど受けずに地球上の全ての地点に到達できる事である。アメリカにおいて航空戦略思想を啓蒙した軍人ウィリアム・ミッチェルは、航空機の登場が戦争に決定的な影響を及ぼすことを強調している。前線から遠く離れた後方に攻撃目標が存在していても、それが上空から確認される限りは航空攻撃が可能なためである。具体的には、前線から最も離れた政経中枢の首都、港湾や空港、重要な幹線道路などの任意の目標が破壊される可能性が出現したのである。開戦に伴う危険が高まるため、開戦は可能な限り回避され、また開戦した場合も極めて短期間で勝敗が決定するものと推測できる。この主張は即座に陸海軍の存在意義が消失したことを意味しないが、陸海軍にはない決定的な任務を備えた軍種として空軍の重大性を確立するものである。
空軍の戦略的威力について、1893年に開かれた世界コロンビア博覧会の軍事会議で、イギリスの軍人フラートンは海戦の遂行にも空の支配が必要であり、戦争の勝利は航空隊が敵の首都上空へ到着することで決定されると主張した。このような空軍の重要性に関する主張はイタリアの軍人ジュリオ・ドゥーエによって体系化されることになる。第一次世界大戦で陸海軍が航空機を航空偵察や支援戦闘、対航空戦のために運用するようになると、ドゥーエは戦略爆撃の効果と独立空軍の創設を『制空』で論じるようになる。ドゥーエが展開した理論の中核にある概念は制空権（航空優勢）である。制空権とはある空域において排他的に航空を管制する状態である。これを確保するためには敵の航空機を空域から空中戦によって排除し、さらに敵の航空基地に対して攻撃を加えなければならない。この制空権を確立する作戦を行うためには、戦闘部隊や爆撃部隊などから構成される独立空軍が編制されなければならないとドゥーエは考える。もし独立空軍がなければ陸軍や海軍が健在であっても敵による政経中枢への戦略爆撃を許し、戦争に敗北することを余儀なくされると空軍の重要性を強調した。つまり戦争における空軍の戦略的な役割は航空偵察や陸海軍の部隊に対する支援戦闘に始まり、後に制空権の確立と戦略爆撃の実施へと変化していった。ミッチェルは『空軍による防衛』においてドゥーエと同様に独立空軍の設置を主張するが、同時に軍事航空だけではなく国家の全般的な航空能力をエアパワーと定義し、民間の航空産業を保護することも主張している。これは優れた空軍を維持するためには航空機や飛行場を維持するだけでなく、愛国的で卓越した技量を持つ航空要員と工業生産力が不可欠であるという考えに基づいており、現代の航空戦略の概念として受け入れられている。
空軍の作戦能力は航空機によって構成されている。航空機は一般に機関により推進力を、主翼により揚力を得て空中を飛行する能力を持つ交通手段である。航空機は1903年12月17日にライト兄弟がアメリカでライトフライヤー号の飛行実験を成功させた時には、木材で骨格が作られたものであり、ガソリンエンジンを動力としてプロペラで推進する簡単な複葉機の構造を持っていた。しかし第一次世界大戦で運動性や武装などが改良され、偵察機、戦闘機、攻撃機、爆撃機という軍用機の基本的な機種が成立する。この大戦を通じてドイツ軍の空襲を受けたイギリスは1918年に世界で初めての独立空軍であるイギリス空軍を編制している。第二次世界大戦では金属素材の単葉機が登場し、航続距離、運動性、兵装が改善されただけでなく、ドイツ軍で開発された電撃戦において航空部隊は近接航空支援で敵前線に戦車が突撃を加える突破口を形成する役割を担った。一方のイギリス空軍でもドイツ空軍に対する近代的な防空システムを構築して本土への攻撃を退けた。またアメリカでもセヴァルスキーによる『空軍力による勝利』で戦略爆撃機とそれを護衛する戦闘機の生産を拡大が推進された。工学者ロバート・ゴダードはロケット工学の研究でジェット機やミサイルの基礎技術を導入している。戦後間もない1947年に新設されたアメリカ空軍では核兵器を運用するための戦略爆撃の能力を拡大し、長距離航空を支援するための空中給油機が導入されるようになる。空中給油を実施することでより幅広い地域にわたって航空戦力を展開することが可能となる。空軍の意義は冷戦後の湾岸戦争でも高く評価され、多国籍軍による精密誘導兵器を用いた戦略爆撃はイラク軍の戦闘能力を低下させることに成功した。

## 空軍史
空中戦の起源はギリシャ神話などで出てきている（ベレロポーンの空中戦など）が昨今の空軍とは除外される。そもそも、飛行機が使われていないためである。
確かな空軍戦力が戦場に投入されたはじまりは1794年のフルーリュスの戦いにて、フランス軍が偵察のために気球を使用したこととされる。
飛行機の歴史は、1903年アメリカのライト兄弟の飛行から始まる。初期の飛行機は空を飛ぶことに専念し、戦闘に使われることは想定されなかった。
1911年9月から1912年10月の伊土戦争でイタリアが2隻の飛行船に加えて28機の航空機を投入して偵察を行ったのが、戦場で航空機が初めて登場した戦争になった。

### 第一次世界大戦

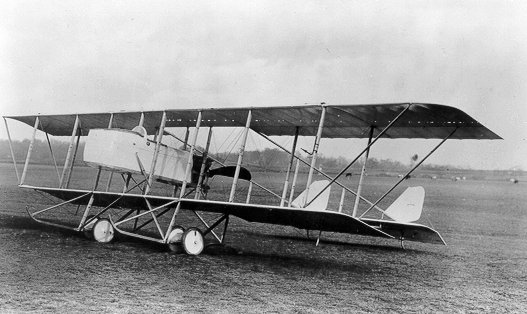
第一次世界大戦当時の偵察・爆撃機MF.11

航空機が戦力として本格的に注目されたのは第一次世界大戦である。大戦初期、航空部隊の任務は偵察（偵察機）のみで戦闘に携わることは無かったが、途中から戦闘機や爆撃機が誕生し、ドイツ・フランス・イギリス・アメリカ・カナダ・イタリアなどの国で多数の戦闘機や爆撃機が生産・使用された。
この時期にイギリス陸軍航空隊、フランス陸軍航空隊とドイツ陸軍航空隊が組織として誕生した。その後ドイツ陸軍航空隊は敗戦により解体されたが、イギリス陸軍航空隊はイギリス空軍に形を変え現在まで続いている。この大戦では戦闘機同士の空中戦、ドイツ飛行船（海軍に所属）・爆撃機による夜間都市爆撃、イギリス海軍機（水上機）によるドイツ軍基地攻撃など今まで無かった新しい戦争の形態が出現した。
航空機のもたらす偵察情報はしばしば戦闘に大きな役割を果たし、砲兵観測は既存の直接射撃主体の砲兵の戦術を一新する等、航空機は陸戦の勝敗を決する上で非常に重要な兵科となった。

### 大戦間の状況
第一次世界大戦が終了し戦間期に入ると大戦参加各国の航空部隊は大幅に縮小された。当時の飛行機は木製で耐久性に乏しかったため、大部隊を維持するには常に大量に更新する必要があったためでもある。
その中でイタリアのジュリオ・ドゥーエ少将は将来の戦争は戦略爆撃が戦争の勝敗を決する旨の構想を明らかにし、アメリカのウィリアム・E・ミッチェル准将は航空爆撃の効果を重視し爆撃機の攻撃により（旧式ではあるが）戦艦を撃沈できることを証明した。これらの見解は将来の戦争形態について各国の関係者たちに少なからず影響を与えた。1930年代中期まで、各国空軍は技術の進歩にあわせて新しい機体を採用しつつも規模は小さいままであった。
1930年代後半にアドルフ・ヒトラーが率いるナチス・ドイツが再軍備を宣言し空軍を急速に増大させ、スペイン内戦には主に新型機材で構成されたコンドル軍団を投入し、戦果を挙げるとともに、ヴェルナー・メルダースがロッテ戦法・シュヴァルム戦法を考案するなど運用面でも進化を遂げた。これに対抗してイギリス・フランス・アメリカ・ソ連などが空軍の強化を開始し、極東では日中戦争やノモンハン事件を戦っていた大日本帝国の陸軍と海軍も航空部隊を増強した。特に陸軍では既存の士官学校とは別に航空将校養成に特化した航空士官学校を設立、陸軍少尉候補者制度により准士官下士官パイロットの将校・指揮官登用、実戦部隊（飛行戦隊）と支援部隊（飛行場大隊）の空地分離化などが推し進められ、海軍では山本五十六の主導の下、従来の戦艦主体の艦隊から航空母艦を主力とする海軍への切り替えが始まった。この時期イギリスは空母搭載機も空軍に所属していたがこれは不合理で、海軍用の機体は地上を基地とする機体に比べて更新が大幅に遅れた。イギリス海軍が大戦前半に複座戦闘機フルマーや複葉攻撃機ソードフィッシュで戦った原因はここにある。その後イギリスも空母搭載機は海軍所属に変更した。

### 第二次世界大戦

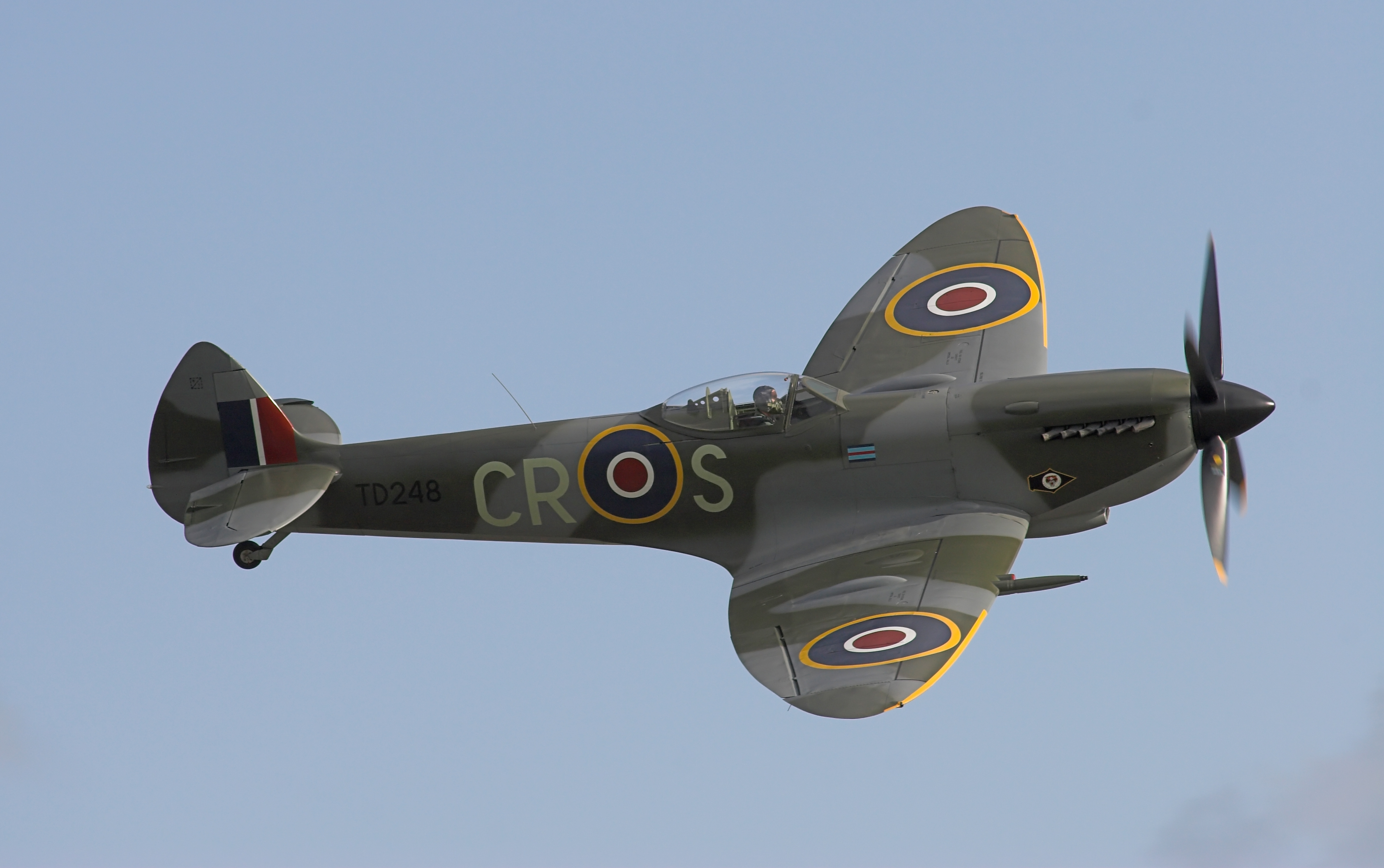
バトル・オブ・ブリテンで活躍したイギリス空軍のスピットファイア戦闘機

第二次世界大戦では、空軍は戦争の主力となった。陸上でも海上でも制空権を有する側が勝利を得た。
大戦初期、ドイツは制空権を握った空軍の電撃戦によりポーランド侵攻戦やフランス侵攻戦で成功を収めるが、バトル・オブ・ブリテンの航空戦で敗北。対ソ連戦のバルバロッサ作戦では電撃戦で当初はソ連軍を圧倒したものの、タイフーン作戦の失敗により戦局は停滞する。
太平洋戦争初期の日本の陸海軍航空部隊は、パイロットの優れた技量と集中投入によってマレー電撃戦や真珠湾攻撃、ビルマ攻略戦、フィリピン攻略戦、蘭印攻略戦などの南方作戦においてイギリス・アメリカ・オランダを圧倒した。真珠湾攻撃やマレー沖海戦の結果、長年海軍の主力であった戦艦はその座を失い、航空母艦が海軍の根幹となり大戦中は多数建造された。しかしながらミッドウェー海戦の敗北により主導権を失い、以降は降伏決定まで神風特別攻撃隊による自爆攻撃さえせざるを得ない消耗戦に引きずり込まれる。
更に大戦中期に連合軍は大反攻に転じ、次第に枢軸軍を圧倒するとともに、航空戦力をもって制空権を奪回・確保していった。第二次大戦では後方の都市への絨毯爆撃が盛んに行われ、直接戦闘員以外の損害も著しく増えた。最終的にドイツは連合軍による戦略爆撃と地上戦によるドイツ全土の占領により無条件降伏し、日本はアメリカ軍による戦略爆撃に加え広島・長崎への原子爆弾投下により大日本帝国陸海軍は無条件降伏、第二次大戦は終戦となった。
第二次大戦中に生産された機体数はアメリカが約30万機、ソ連が約15万機、他の国も数万～10万機を生産し戦場に投入した。
組織として独立した空軍を保有した主な国はソ連（1917年）・イギリス（1918年）・イタリア（1923年）・フィンランド（1928年）・フランス（1934年）・ドイツ（1935年）で、アメリカ・日本の2国は陸軍航空部隊（陸軍航空隊・陸軍航空軍）と海軍航空部隊（海軍航空隊）をそれぞれ主力航空戦力として擁した。大戦中に対潜哨戒機やヘリコプターが実用化され、飛行機による物資・人員の輸送とともに空挺部隊も一般化した。

### 冷戦時代まで
1947年9月18日、アメリカ陸軍航空軍が空軍となり、陸軍から独立した。主要国でも組織としての空軍が一般化した。例外としてはスイスやオーストリアなどは現在も陸軍の所属であり、名義上では空軍として独立していても、指揮系統において陸軍の下に位置する。またソビエト連邦などの東側諸国などでは、防空任務を行う防空軍が空軍とはさらに別の組織として設立された。
日本においては、再軍備の途上である保安隊（陸上自衛隊の前身）・警備隊（海上自衛隊の前身）時代には、戦前同様に航空部隊は保安隊・警備隊に分属していたが、1954年（昭和29年）に自衛隊に改組される際に、国際の趨勢に従い航空自衛隊として分離独立することとなった。
冷戦時代は、空軍の任務として敵対国への核爆弾攻撃が重視され各国で多数の爆撃機が開発された。これらの爆撃機は万一の事態に備えて整備され、いつでも核爆弾を搭載して飛行できるように準備されていた。戦闘機・爆撃機とも1950年代にはジェット化された。
第二次世界大戦末期にドイツで開発されたV2ロケットは、大戦後に核爆弾を搭載した大陸間弾道ミサイルに進化した。これらの攻撃を探知し防御することも空軍の重要な任務となった。また、仮想敵国の情報を入手するため、専用の偵察機が種々製作され運用された。
一方、発展途上国においては戦闘機・爆撃機を戦略上必要とせず、また、価格的にも高価である事から入手せず、攻撃機・COIN機のような廉価かつ操縦性の容易い機体が選ばれるようになった。これは冷戦時代を背景に各地で左翼ゲリラ活動が行われるようになり、従来の戦闘機・爆撃機ではリスクが合わなくなってきた為である。こうした動きは、ベトナム戦争においてアメリカが、アルジェリア紛争においてはフランスがこうした任務の機体の必要性を痛感した事も一因となった。

### 現代の空軍
冷戦が終結し東西陣営間の全面戦争の危険が一時後退したかわりに、アメリカはイスラム武装勢力などとの非対称戦争に迫られた。この状況に対し、アメリカ軍は2002年4月以後統合軍運用を基本とし、空軍単体としての運用は無くなった（名前は残り続けている）。2000年代後半以降は再び東西対立が激化するにつれて、アメリカと中国を中心に軍拡競争が復活した。
偵察衛星や無人航空機の進歩により、パイロットの危険を伴う有人機による敵地偵察飛行は重要性が低下し、対地攻撃などでも無人航空機の役割が増加し続けている。

## 部隊編制
軍隊共通の組織体制に関しては軍隊#組織形態を参照。

### 部隊
部隊の編制は国や時代、装備機種によって一様ではない。例として、最小単位となる2機編隊を分隊（Section, Element）、2個分隊から成る小隊（Flight, Platoon）、複数小隊から成る飛行隊／飛行中隊（Squadron）がある。これら分隊・小隊・飛行隊／飛行中隊は基本的に同一の機種で編制されている。この飛行隊は航空群／飛行群／飛行戦隊／航空隊（Group）として構成され、整備隊・補給隊・防空隊・施設隊・警備隊・航空管制団などから成る支援任務群や専属の司令部とあわせて独立的な作戦行動をとることが出来る航空団／飛行団(Wing)となり、戦闘機を主要な戦力とした航空団／飛行団は戦闘航空団／飛行団（Combat wing, Fighter wing）と呼ぶ。この2個以上の航空団/飛行団から編制された部隊が航空師団／飛行師団（Air division）であり、これは任務によって様々に改編される場合もある。

### 航空部隊
- 主戦力：平時は領空保全を行い、戦時はそれに加えて敵対国・組織を空から攻撃する。戦闘機・攻撃機・爆撃機・偵察機・観測機・早期警戒機（早期警戒管制機）・連絡機などを運用する部隊。冷戦時代は核兵器を搭載した戦略爆撃機を運用する戦略空軍が独立部隊として存在していた。
- 空輸部隊：輸送機・空中給油機などを運用して、空軍の兵器・兵員や陸軍部隊を輸送する。
  - さらに南米諸国では下部組織として航空会社を経営しており、空軍の輸送機を用いた民間輸送が行なわれている。また、旧共産圏やアラブ諸国では国営のフラッグキャリアが「第二の空輸部隊」としての機能を持たせている事が多い。
- 訓練部隊：パイロットの養成を行う部隊、訓練には専用の練習機を使用する。
  - 近年では経費節減などから、基礎訓練は外郭団体や民間のパイロットスクールに委託する場合もある。

### 支援部隊
- 地上部隊：航空機の整備・補給に携わる部隊、飛行場を運営する部隊。飛行場の防衛に当たる部隊が空軍に属する場合もある。
第二次世界大戦中のドイツ空軍では空軍の指揮下に防空部隊や空挺部隊（降下猟兵）、歩兵部隊（空軍野戦師団）も存在した。前二者が空軍と密接に関係するものであったのに対し、歩兵部隊は陸軍と空軍の派閥抗争の産物という特殊な背景があり、約1年で陸軍に移管された。
現在においても、アメリカ空軍（空軍警備隊）やイギリス空軍（空軍連隊）、（内戦を経験した）発展途上国においては、基地・飛行場警備を主任務とする大規模な地上部隊を編成している。これらはドイツ空軍と異なり、空軍基地および施設の警備・防衛を第一義としている。
なお、日本においては地対空誘導弾改良ホークは陸上自衛隊に、地対空誘導弾パトリオットは航空自衛隊に所属している。
これらとは別に、前線航空管制（FAC）を担当する部隊が陸軍部隊に派遣される事がある。これは、空軍仕様の無線機を携行するとともに、近接航空支援に当たる攻撃機などの誘導の訓練を受けた隊員によって構成されており、陸軍に準じた兵装を携行する。

- 戦略ロケット軍、宇宙軍等：戦略ミサイル兵器を中心とした部隊。

## 各国の空軍

### 管轄の例

#### 対潜哨戒機について
- 現在のイギリス軍

固定翼の対潜哨戒機は、多くの国々（日本、アメリカ、ドイツ、フランスなど）では海軍が運用しているが、イギリスでは空軍が運用している。同様に旧イギリス植民地であったオーストラリアやニュージーランドなどのほか、南ヨーロッパの一部の国（イタリア、ポルトガルなど）においても空軍で運用されている例がある。

#### 空母搭載航空機について
- 現在のアメリカ軍

空母に搭載されている航空機は海軍や海兵隊の所属。
- 現在のイギリス軍

海軍の所属であったシーハリアーが退役した為、空軍所属のハリアーが空母に搭載している唯一の固定翼機となっている。

#### 対空兵器について
- 現在の自衛隊

ホークは陸上自衛隊、パトリオットは航空自衛隊が運用。
- 第二次世界大戦当時のドイツ空軍

空挺部隊のみならず地上戦用に装甲師団や22個の野戦師団を擁していた。高射砲の運用も主に空軍が行っていた。

#### 戦略核ミサイルについて
- 現在のロシア軍

戦略ロケット軍を独立させている。
- 現在の中国軍

中国人民解放軍ロケット軍として独立させている。

#### 攻撃ヘリコプターについて
- 現在のロシア軍

ロシア航空宇宙軍によって運用されている。
- 1990年代のユーゴスラビア（実質的にはセルビア）空軍

装備・要員は空軍所属であったものの、実際の指揮・運用は陸軍部隊が掌握していた。